# Resolució 1123 del Consell de Seguretat de les Nacions Unides
La Resolució 1123 del Consell de Seguretat de les Nacions Unides fou adoptada per unanimitat el 30 de juliol de 1997. Després de recordar totes les resolucions rellevants del Consell de Seguretat i de l'Assemblea General sobre Haití i va assenyalar la terminació de la Missió de Suport de les Nacions Unides a Haití d'acord amb la Resolució 1086 (1996), el Consell va establir Missió de Transició de les Nacions Unides a Haití (UNTMIH) per ajudar amb la força policial nacional.
El Consell de Seguretat va assenyalar el paper que les Nacions Unides havien jugat en l'establiment de la Policia Nacional d'Haití. També va destacar la importància d'una força policial nacional professional funcionant plenament i la revitalització del sistema de justícia d'Haití. A petició del president d'Haití, René Préval, la UNTMIH va ser establerta per un període de quatre mesos que finalitzava el 30 de novembre de 1997 per ajudar a la professionalització de la policia haitiana. La UNTMIH constava de 250 policies civils i 50 militars.
Finalment, es va demanar al secretari general Kofi Annan que informés sobre l'aplicació de la resolució actual i la futura ajuda internacional a Haití abans del 30 de setembre de 1997.